# Театр неизвестного актёра
«Театр неизвестного актёра» (укр. Театр невідомого актора) — советский широкоэкранный и широкоформатный художественный фильм 1976 года режиссёра Николая Рашеева, снятый на киностудии имени Александра Довженко.
Экранизация одноимённой повести Юрия Смолича.
Премьера фильма состоялась 11 октября 1977 года.

## Сюжет
Годы Гражданской войны. Провинциальный городок занимает Красная армия. Местный театр становится фронтовым, и артисты вместе с солдатами переживают трудности и празднуют победы. После завершения войны выжившие актёры возвращаются домой и под руководством директора Князьковского создают новый театр.

## В ролях
- Виталий Шаповалов — Князьковский
- Евгений Лебедев — Богодух-Мирский, трагик
- Михаил Козаков — Генрих Генрихович
- Эмилия Мильтон — Фёдорова
- Елена Камбурова — суфлер
- Янис Якобсонс — Митя
- Леся Досенко — Нюся, инженю
- Николай Мерзликин — Ермолаев
- Михаил Голубович — Довгорук III

## Съёмочная группа
- Режиссёр: Николай Рашеев
- Сценаристы: Юрий Смолич, Николай Рашеев
- Оператор: Александр Итыгилов
- Художник: Юрий Муллер
- Звукорежиссёр: Галина Калашникова
- Композитор: Владимир Дашкевич